# USS Burke (DE-215)
USS Burke (DE-215/APD-65) là một tàu hộ tống khu trục lớp Buckley được Hải quân Hoa Kỳ chế tạo trong Chiến tranh Thế giới thứ hai. Tên nó được đặt theo Thiếu tá Hải quân John E. Burke (1905–1942), người từng phục vụ trên thiết giáp hạm South Dakota (BB-57) và đã tử trận trong trận Hải chiến Guadalcanal vào ngày 15 tháng 11, 1942. Nó đã phục vụ trong chiến tranh cho đến năm 1945, khi được cải biến thành một tàu vận chuyển cao tốc mang ký hiệu lườn APD-65, và tiếp tục phục vụ cho đến khi chiến tranh kết thúc. Con tàu xuất biên chế năm 1949, rồi được chuyển cho Colombia năm 1968 và tiếp tục phục vụ cùng Hải quân Colombia như là chiếc ARC Almirante Brión (DT-07) cho đến khi ngừng hoạt động và bị tháo dỡ năm 1974. Burke được tặng thưởng một Ngôi sao Chiến trận do thành tích phục vụ trong Thế Chiến II.

## Thiết kế và chế tạo
Những chiếc thuộc lớp tàu hộ tống khu trục Buckley có chiều dài chung 306 ft (93 m), mạn tàu rộng 37 ft 1 in (11,30 m) và độ sâu mớn nước khi đầy tải là 11 ft 3 in (3,43 m). Chúng có trọng lượng choán nước tiêu chuẩn 1.400 tấn Anh (1.400 t); và lên đến 1.740 tấn Anh (1.770 t) khi đầy tải. Hệ thống động lực bao gồm hai turbine hơi nước General Electric công suất 13.500 mã lực (10.100 kW), dẫn động hai máy phát điện công suất 9.200 kilôwatt (12.300 hp) để vận hành hai trục chân vịt;  công suất 12.000 hp (8.900 kW) cho phép đạt được tốc độ tối đa 23 kn (26 mph; 43 km/h), và có dự trữ hành trình 6.000 nmi (6.900 mi; 11.000 km) khi di chuyển ở vận tốc đường trường 12 kn (14 mph; 22 km/h).
Vũ khí trang bị bao gồm ba pháo 3 in (76 mm)/50 cal trên tháp pháo nòng đơn có thể đối hạm hoặc phòng không, một khẩu đội 1,1 inch/75 caliber bốn nòng và tám pháo phòng không Oerlikon 20 mm. Vũ khí chống ngầm bao gồm một dàn súng cối chống tàu ngầm Hedgehog Mk. 10 (có 24 nòng và mang theo 144 quả đạn); hai đường ray Mk. 9 và tám máy phóng K3 Mk. 6 để thả mìn sâu. Khác biệt đáng kể so với lớp Evarts dẫn trước là chúng có thêm ba ống phóng ngư lôi Mark 15 21 inch (533 mm). Thủy thủ đoàn đầy đủ bao gồm 186 sĩ quan và thủy thủ.
Burke được đặt lườn tại Xưởng hải quân Philadelphia ở Philadelphia, Pennsylvania vào ngày 1 tháng 1, 1943. Nó được hạ thủy vào ngày 4 tháng 4, 1943; được đỡ đầu bởi bà Miriam Katherine Burke, vợ góa Thiếu tá Burke, và nhập biên chế vào ngày 20 tháng 8, 1943 dưới quyền chỉ huy của Hạm trưởng, Thiếu tá Hải quân Edwin K. Winn.

## Lịch sử hoạt động

### Đại Tây Dương, 1943-1944
Sau khi hoàn tất chuyến đi chạy thử máy huấn luyện tại khu vực Bermuda, Burke tham gia các hoạt động huấn luyện vào cuối tháng 9 và trong tháng 10, 1943. Nó khởi hành vào ngày 29 tháng 10 trong thành phần hộ tống một đoàn tàu vận tải vượt Đại Tây Dương để hướng sang Bắc Ireland, đi đến Londonderry vào ngày 11 tháng 11, rồi quay trở về New York. Cho đến cuối năm 1944 con tàu còn tiếp tục thực hiện tám chuyến hộ tống vận tải khứ hồi từ vùng bờ Đông Hoa Kỳ đến các cảng châu Âu và Bắc Phi.
Vào ngày 25 tháng 1, 1945, Burke đi vào xưởng tàu của hãng Sullivan's Dry Dock and Repair Corp. tại Brooklyn, New York, để được cải biến thành một tàu vận chuyển cao tốc thuộc lớp Charles Lawrence. Được xếp lại lớp vào ngày 24 tháng 1 và mang ký hiệu lườn mới APD-65, nó rời xưởng tàu vào ngày 8 tháng 4, và lên đường để hướng sang khu vực Mặt trận Thái Bình Dương.

### Thái Bình Dương, 1945
Băng qua kênh đào Panama và gia nhập Hạm đội Thái Bình Dương tại Balboa vào ngày 1 tháng 5, Burke đồng thời đón lên tàu sĩ quan và thủy thủ để vận chuyển đến San Diego, California. Nó lại đón nhận hành khách lên tàu để vận chuyển sang Trân Châu Cảng. Con tàu được phân công hoạt động cùng các Đội phá hoại dưới nước (UDT: Underwater Demolition Team), vốn sẽ được phái đến các bãi đổ bộ để dọn sạch mọi chướng ngại vật trước cuộc đổ bộ chính. Nó hoạt động huấn luyện cùng các đội UDT tại khu vực Maui nhằm chuẩn bị cho cuộc đổ bộ lên Okinawa.
Đi đến ngoài khơi Okinawa vào ngày 27 tháng 6, lúc cuộc chiến đấu nhằm bình định hòn đảo này đã đi vào giai đoạn kết thúc, Burke phục vụ như cột mốc radar canh phòng ngoài khơi Ie Shima trong một giai đoạn ngắn trước khi được động điều sang Philippines vào ngày 30 tháng 6. Nó thực hành huấn luyện đổ bộ cùng các tàu đổ bộ khác tại khu vực Legaspi về phía Đông Nam Luzon, nhằm chuẩn bị tham gia vào Chiến dịch Downfall, kế hoạch đổ bộ trực tiếp lên các đảo chính quốc Nhật Bản; tuy nhiên do Nhật Bản đã chấp nhận đầu hàng vào ngày 15 tháng 8 giúp kết thúc cuộc xung đột, kế hoạch bị hủy bỏ.
Quay trở lại khu vực Leyte, Burke làm nhiệm vụ vận chuyển lực lượng chiếm đóng đi sang Nhật Bản, và đã tiến vào vịnh Tokyo vào ngày 2 tháng 9 khi lễ ký kết chính thức văn kiện đầu hàng diễn ra trên thiết giáp hạm Missouri (BB-63). Burke tiếp tục hộ tống các đoàn tàu vận chuyển lực lượng chiếm đóng cho đến ngày 26 tháng 10, khi nó lên đường đi Manila. Tại khu vực Philippines, nó đảm nhiệm vận chuyển nhân sự và thiết bị giữa các đảo thuộc quần đảo Philippine cho đến khi đón lên tàu những cựu chiến binh để giúp họ hồi hương. Sau khi về đến San Diego và tiễn số hành khách rời tàu, nó tiếp tục hành trình đi sang vùng bờ Đông Hoa Kỳ.

### Sau chiến tranh, 1946-1949
Vào tháng 1, 1946, Burke trở thành soái hạm của Đội vận chuyển 121 và phục vụ cùng Hạm đội Đại Tây Dương. Trong hơn ba năm tiếp theo, nó tham gia các cuộc tập trận chống tàu ngầm và thực hành đổ bộ dọc theo vùng bờ Đông và tại khu vực Tây Ấn, cũng như huấn luyện cho các đội UDT và nhân sự Hải quân Dự bị Hoa Kỳ. Con tàu đi đến Xưởng hải quân Charleston vào ngày 16 tháng 4, 1949 để chuẩn bị ngừng hoạt động. Nó được cho xuất biên chế vào ngày 23 tháng 6, 1949 và được đưa về Hạm đội Dự bị Đại Tây Dương, được kéo đến neo đậu tại Green Cove Springs, Florida. Tên nó được cho rút khỏi danh sách Đăng bạ Hải quân vào ngày 1 tháng 6, 1968 sau khi con tàu được chuyển cho Colombia.

### ARCAlmirante Brión(DT-07)
Con tàu được chuyển cho Colombia vào năm 1967 theo Chương trình Viện trợ Quân sự, và nó nhập biên chế cùng Hải quân Colombia vào ngày 8 tháng 12, 1967 như là chiếc ARC Almirante Brión (DT-07). Nó được cho ngừng hoạt động và bị tháo dỡ vào năm 1974.

## Phần thưởng
Burke được tặng thưởng một Ngôi sao Chiến trận do thành tích phục vụ trong Thế Chiến II.
|  | Bronze star |  |
|  |             |  |

| Huân chương Chiến dịch Hoa Kỳ        | Huân chương Chiến dịch Châu Á-Thái Bình Dương với 1 Ngôi sao Chiến trận | Huân chương Chiến dịch Châu Âu-Châu Phi-Trung Đông |
| Huân chương Chiến thắng Thế Chiến II | Huân chương Phục vụ Chiếm đóng Hải quân                                 | Huân chương Giải phóng Philippine (Philippine)     |